# Erysimum calycinum
Erysimum calycinum är en korsblommig växtart som beskrevs av August Heinrich Rudolf Grisebach. Erysimum calycinum ingår i släktet kårlar, och familjen korsblommiga växter. Inga underarter finns listade i Catalogue of Life.